# Alt-Zabrze

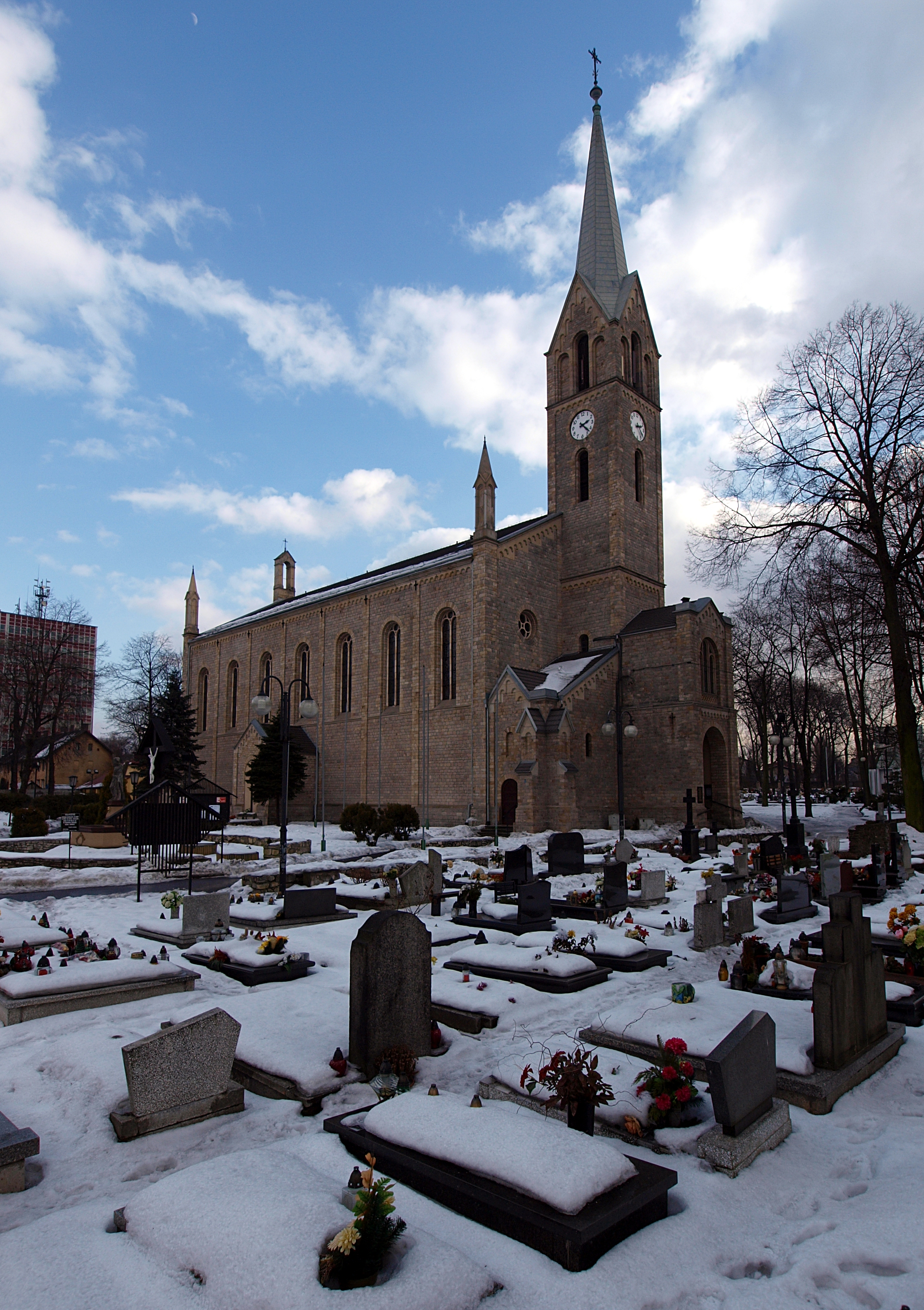
Die Andreaskirche

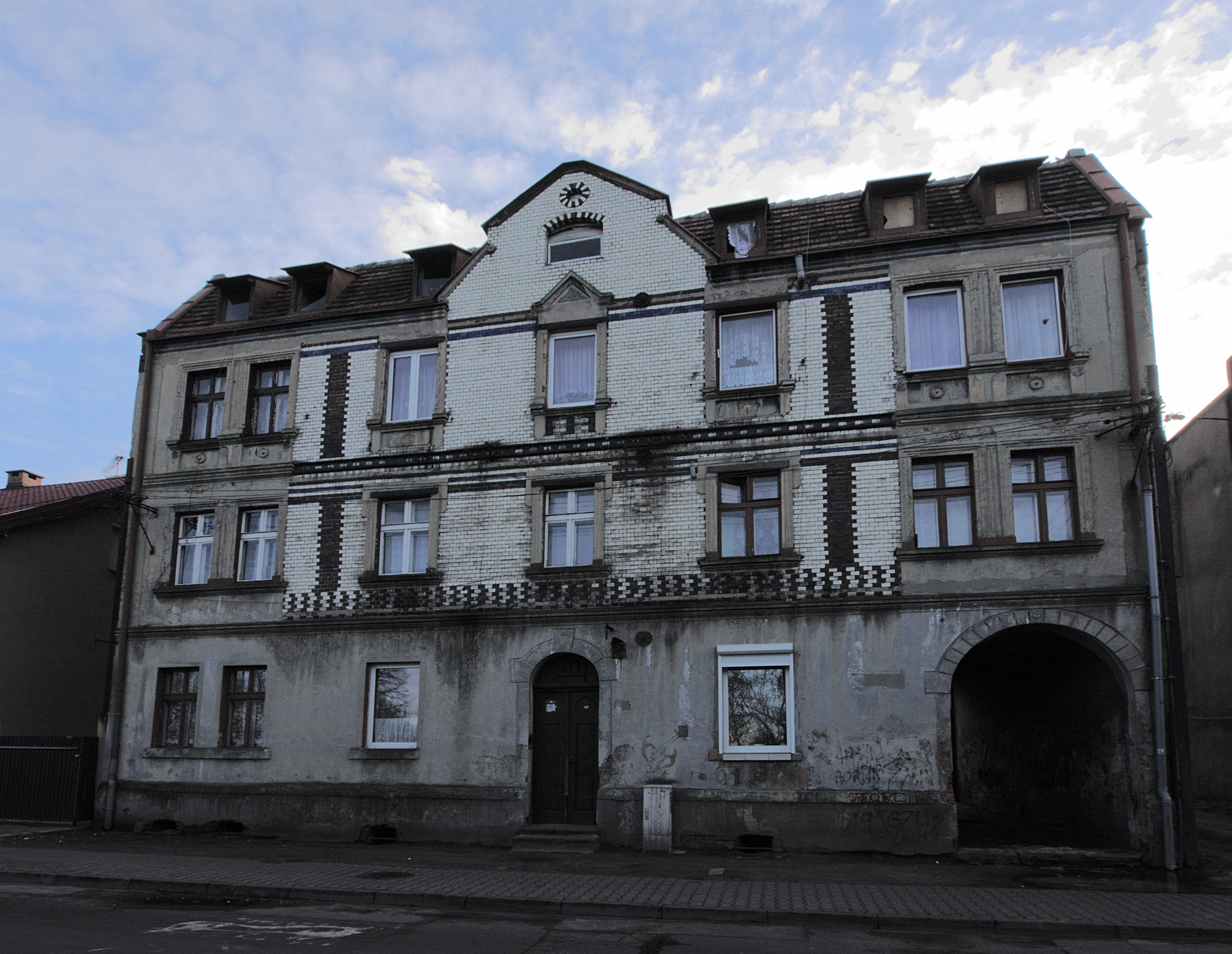
Altes Wohnhaus im Bereich von Alt-Zabrze

Alt-Zabrze war ein Ort in Oberschlesien. Alt-Zabrze war einer von mehreren Orten, aus denen 1905 die Landgemeinde Zabrze hervorging, die 1915 in Hindenburg O.S. umbenannt wurde und 1922 das Stadtrecht erhielt.

## Geschichte
Der Ort wurde 1295 im Liber fundationis episcopatus Vratislaviensis erstmals urkundlich als „Sadbre“ und „Cunczindorf“ erwähnt. 1546 wurde die Schrotholzkirche erbaut. Mit der Gründung einer Kolonie im Jahr 1776, die später den Namen Klein-Sabrze erhielt, wurde der Ort zur Unterscheidung fortan Alt-Sabrze genannt (Ab Mitte des 19. Jahrhunderts mit der Schreibweise Alt-Zabrze). 1783 hatte der Ort, der damals dem Herrn von Wilczek gehörte, 34 Bauern, sechs Gärtner, 32 Häusler, ein herrschaftliches Vorwerk, zwei Mühlen, eine katholische Kirche, eine Schule und 305 Einwohner. 1818 zählte der Ort, der damals Sabrze geschrieben wurde und zum Ujester Halt gehörte, 34 Bauern, sechs Gärtner, drei Häusler, ein Vorwerk, eine katholische Schule, eine katholische Kirche und zwei Wassermühlen. Von 1853 bis 1857 wurde bei Alt-Zabrze die Donnersmarckhütte errichtet. Dies führte auch zum rasanten Anstieg der Einwohnerzahlen und Häuslerstellen. Das Bauerndorf unterlag einer Urbanisierung. 1865 bestand der Ort aus einem Rittergut und einem Kirchdorf und hatte 32 Bauernhöfe, zehn Gärtner- und 155 Häuslerstellen. Das Rittergut gehörte dem Grafen Guido Henckel von Donnersmarck aus Neudeck. Zu diesem Zeitpunkt hatte die katholische Schule 650 Schüler und vier Klassen und die Donnersmarckhütte beschäftigte 150 Arbeiter. Mit der Entstehung des Landkreises Zabrze im Jahr 1873 kam Alt-Zabrze vom Landkreis Beuthen zum Landkreis Zabrze und wurde Sitz dessen Landratsamts.
Mit Wirkung zum 1. April 1905 wurde die Gemeinde Alt-Zabrze mit den Gemeinden Klein-Zabrze und Dorotheendorf und dem Gutsbezirk Zabrze und der Kolonie C (aus der Gemeinde Zaborze) zur neuen Gemeinde Zabrze vereinigt. 1915 folgte die Umbenennung der Gemeinde in Hindenburg O.S. Mit der Stadtgründung Hindenburgs am 1. Oktober 1922 ging Alt-Zabrze in dessen Stadtzentrum auf. Das ehemalige Alt-Zabrze bildete mit Klein-Zabrze fortan Hindenburg-Nord.